# Шалахо
Шалахо — популярный по всему Кавказу танец. Музыкальный размер танца — 6/8. Народные версии танца отличаются друг от друга в зависимости от региона. Более традиционные регионы этого танца — Азербайджан, Армения, Грузия, с XX века распространение получил в Южной Осетии, с 1990-х годов — и в Северной Осетии, в некоторых городах Дагестана, также популярен среди греков, горских евреев и езидов. Удинский вариант танца происходит от азербайджанского.

## Исполнение
Широко распространена версия, когда двое мужчин танцуют за расположение женщины. Танец может исполняться одним и более танцором, мужчиной или женщиной, так же исполняется в массовом виде в свободной кавказской манере. Движения женщины могут быть мягкими и лиричными. Музыка танца быстрая, что отражено в экспансивном и энергичном движении мужчин.

Исполнение танца
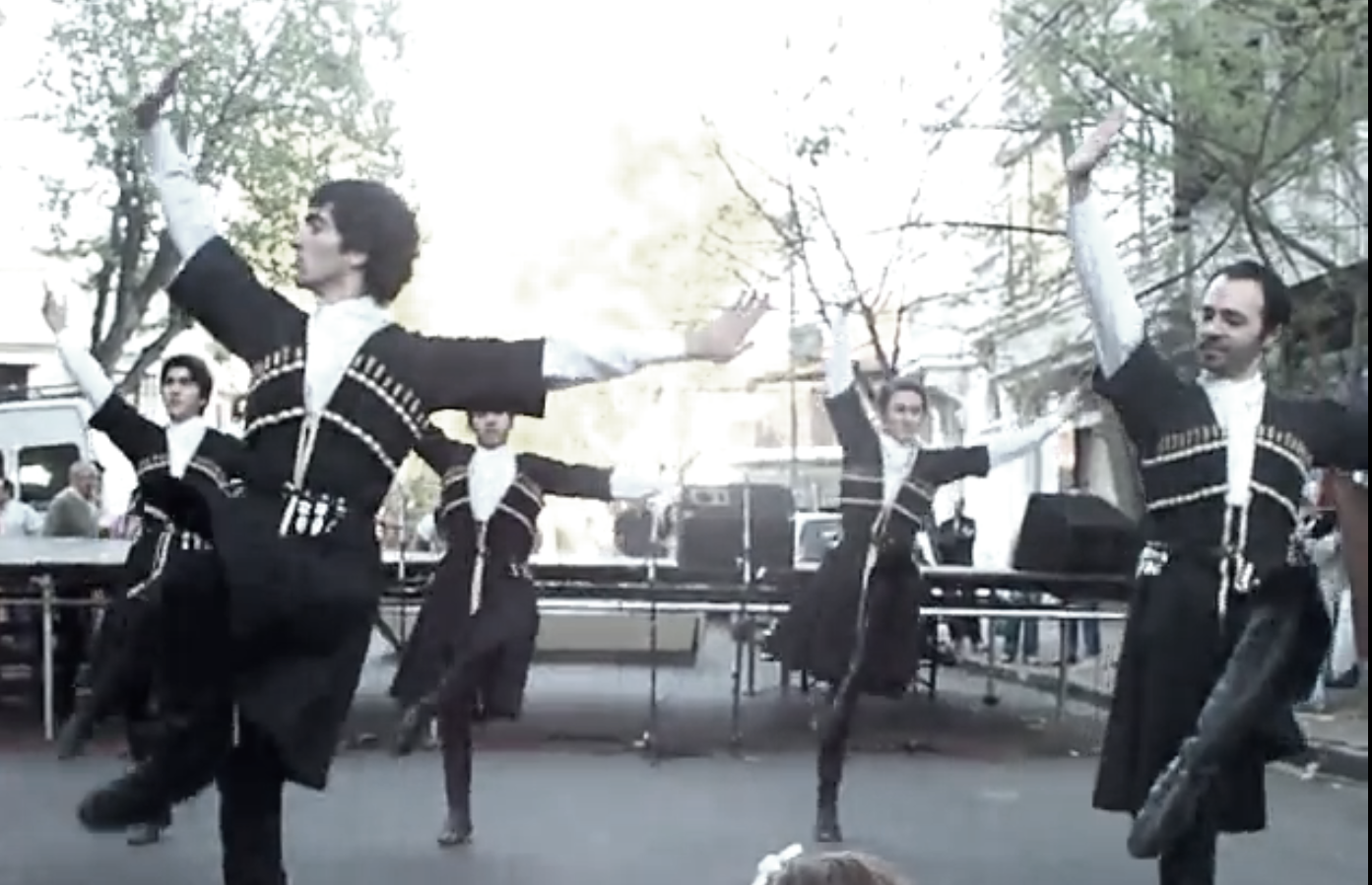
Танец «Шалахо» в исполнении армянского ансамбля «Масис». Аргентина
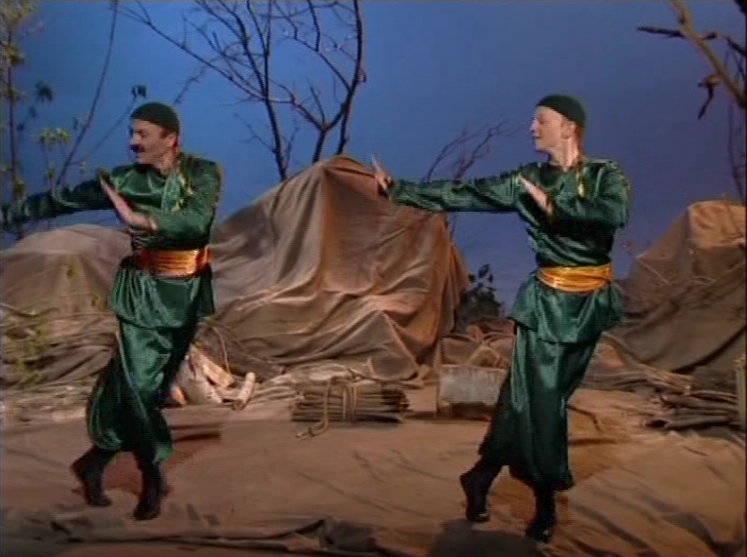
Танец «Шалахо» в исполнении азербайджанского танцора Ханларa Башировa[азерб.]

## Записи мелодии танца
Впервые мелодия танца была записана и переложена для фортепиано армянским композитором Никогайосом Тиграняном в 1895 году.
Ноты музыки танца, записанные азербайджанским композитором Саидом Рустамовым, были опубликованы в 1937 году в сборнике «Азербайджанские танцевальные мелодии».
С 1938 года танец входил в программу ансамбля армянских народных песен и плясок Татула Алтуняна.

Нотные записи
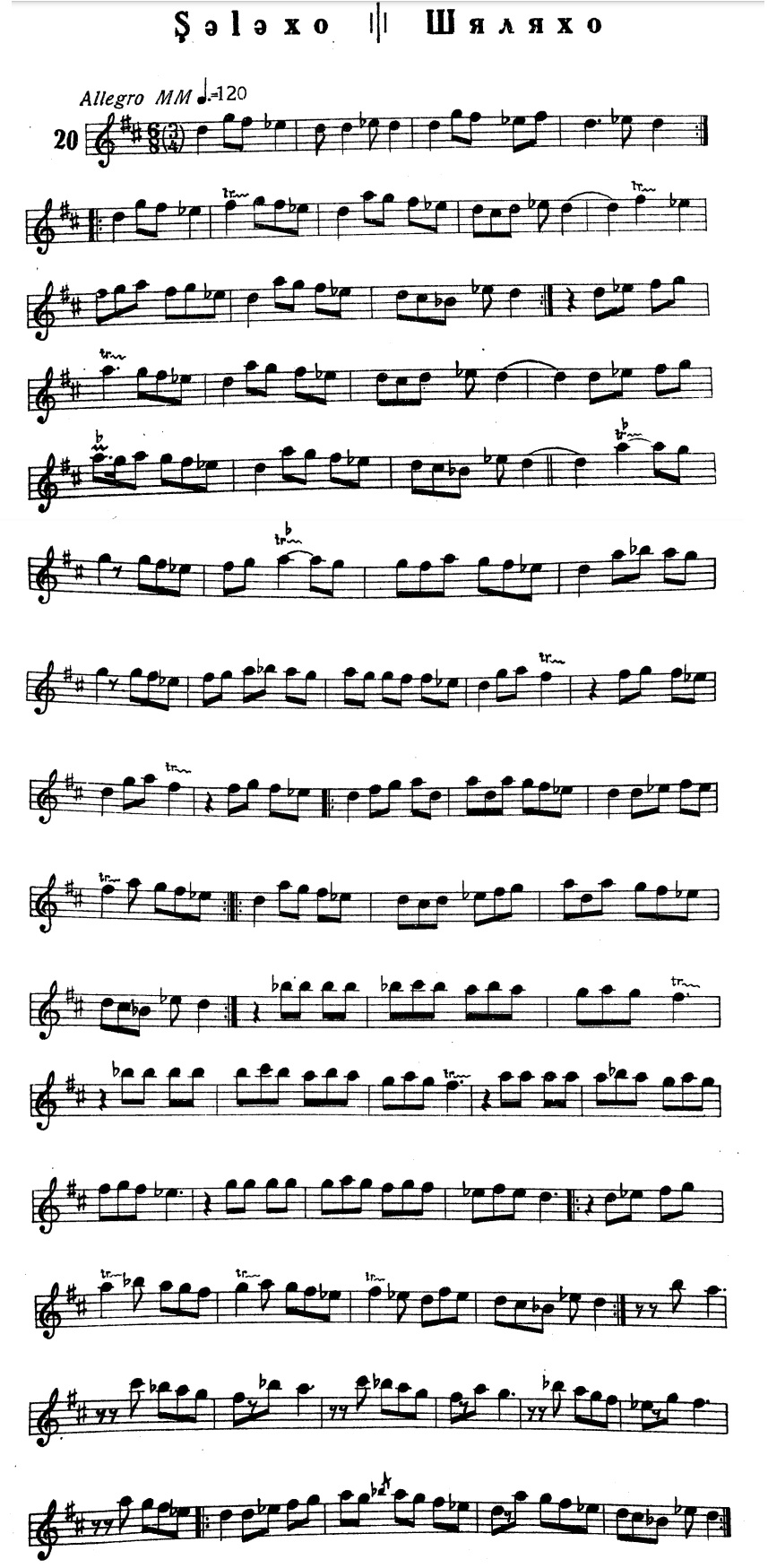
Ноты музыки танца из сборника «Азербайджанские танцевальные мелодии» Саида Рустамова (Баку, 1937)
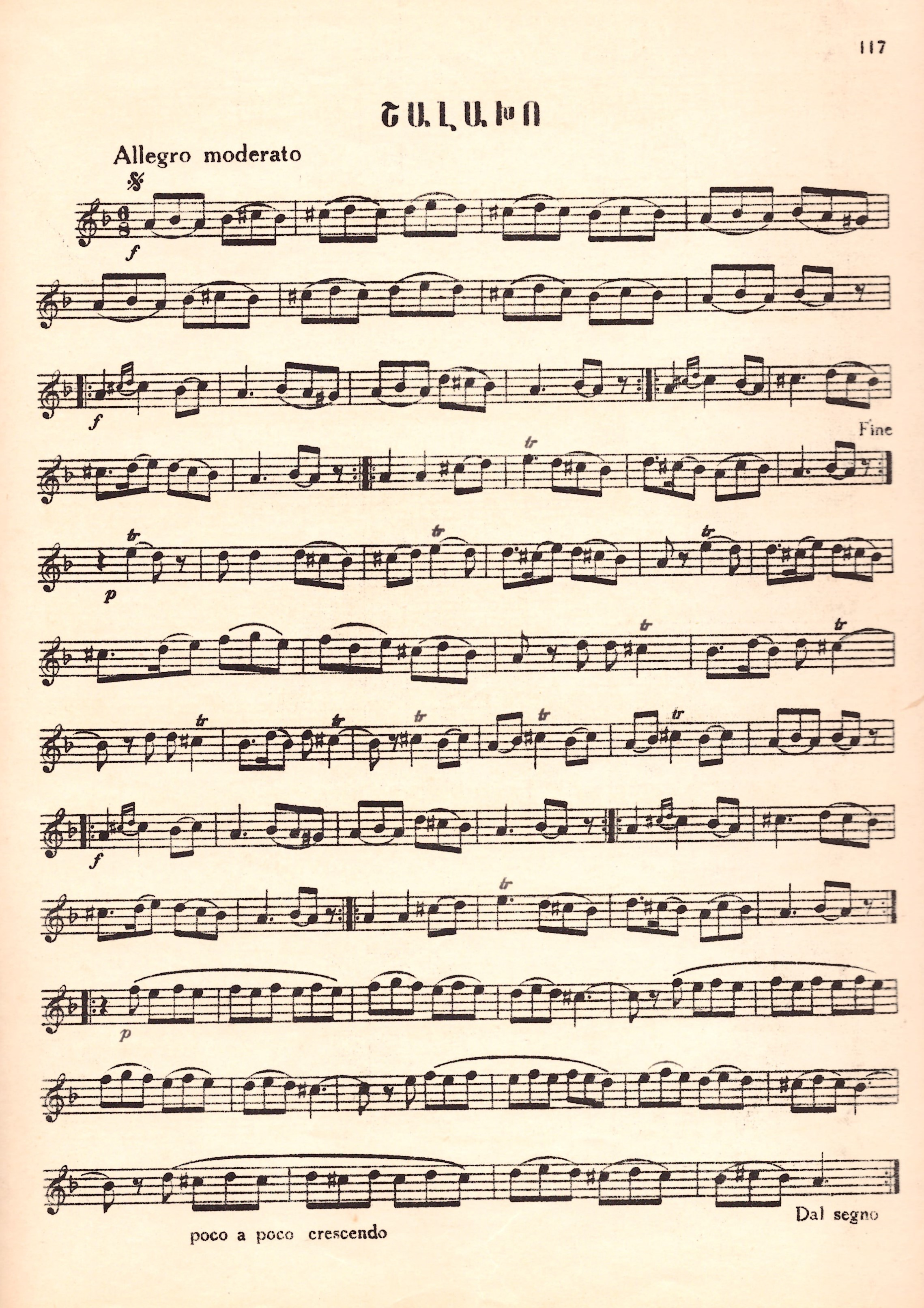
Ноты мелодии танца в сборнике «Армянские народные песни и танцы» Татула Алтуняна (Ереван, 1958)
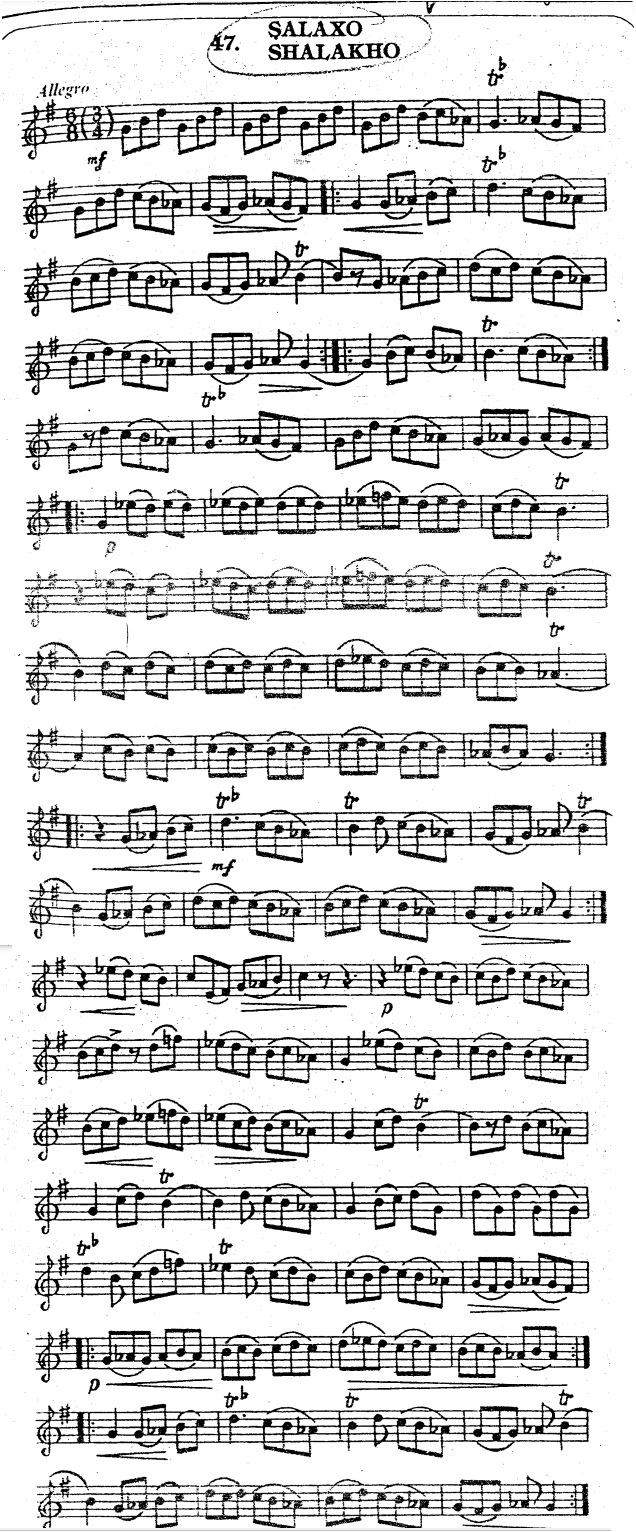
Ноты мелодии танца из сборника «Азербайджанские народные танцы» (Баку, 2002)

## В театре
Танец «Шалахо» присутствует в балетах «Счастье» (1938) и «Гаянэ» (1940) армянского композитора Арама Хачатуряна, в балете «Девичья башня» (1949) азербайджанского композитора Афрасияба Бадалбейли.

## В массовой культуре
В фолк-джаз-рок-аранжировке мелодия танца «Шалахо» исполнялась туркменской группой «Гунеш», специализирующейся на восточной этно-джаз-рок-музыке. Заслуживает внимания в данной трактовке виртуозная игра на ударных барабанщика группы «Гунеш» Ришада Шафи.